# Novara Calcio
Novara Calcio é um clube de futebol italiano da cidade de Novara que disputa a Série C. Já disputou por 14 vezes a Série A e por 30 vezes a Série B.